# Matriz simétrica

Demostración gráfica de transposición de una matriz. Una matriz cuadrada será simétrica si es igual a su transpuesta

Simetría de una matriz de 5×5 simétrica

Una matriz es simétrica si es una matriz cuadrada, la cual tiene la característica de ser igual a su traspuesta (como las matrices original y traspuesta tienen dimensiones iguales, sólo las matrices cuadradas pueden ser simétricas).
| {\displaystyle A{\text{ es simétrica}}\iff A=A^{\textsf {T}}.} |
Una matriz de {\displaystyle n\times m} elementos:
{\displaystyle A=\left[{\begin{array}{ccccccc}a_{11}&a_{12}&a_{13}&\cdots &a_{1m}\\a_{21}&a_{22}&a_{23}&\cdots &a_{2m}\\a_{31}&a_{32}&a_{33}&\cdots &a_{3m}\\\vdots &\vdots &\vdots &\ddots &\vdots \\a_{n1}&a_{n2}&a_{n3}&\cdots &a_{nm}\\\end{array}}\right]}
es simétrica, si es una matriz cuadrada (m = n) y  {\displaystyle a_{ij}=a_{ji}} para todo i, j con i, j =1,2,3,4,...,n. Nótese que la simetría es respecto a la diagonal principal.
| {\displaystyle A{\text{ es simétrica}}\iff {\text{ para todo }}i,j,\quad a_{ji}=a_{ij}} |
Ejemplo para n = 3:
{\displaystyle \left[{\begin{array}{rrr}-8&1&3\\1&7&4\\3&4&9\\\end{array}}\right]}
A es también la matriz traspuesta de sí misma: {\displaystyle A^{t}=A}. Esta última igualdad es una definición alternativa de matriz simétrica. Las matrices simétricas son un caso particular de las matrices hermíticas.

## Propiedades
1. La suma de dos matrices simétricas es una matriz simétrica.
2. El producto de dos matrices simétricas no siempre es simétrico.
3. Si A es una matriz simétrica pxp y B es una matriz pxq, entonces BTAB es simétrica.[1]

Uno de los teoremas básicos que concierne este tipo de matrices es el teorema espectral de dimensión finita, que dice que toda matriz simétrica cuyos elementos sean reales es diagonalizable. En particular, es diagonalizable mediante una matriz ortogonal.

## Autovalores
Como las matrices simétricas son un caso particular de las matrices hermíticas, todos sus autovalores son reales.
Con base en las propiedades de los autovalores de una matriz simétrica, se pueden clasificar en los siguientes tipos:
- definida positiva: si y solo si todos sus autovalores son estrictamente positivos.
- definida negativa: si y solo si todos sus autovalores son estrictamente negativos.
- semidefinida positiva: si y solo si todos sus autovalores son mayores o iguales a cero.
- semidefinida negativa: si y solo si todos sus autovalores son menores o iguales a cero.
- indefinida: si y solo si tiene dos autovalores con distinto signo

James Joseph Sylvester, un matemático del siglo XIX, estableció un criterio para definir el signo de una matriz simétrica basándose en los signos de la serie de determinantes de los menores principales de la misma.

## Descomposición en matriz simétrica y antisimétrica
Sea A una matriz cuadrada, esta se puede descomponer en suma de parte simétrica y antisimétrica de la siguiente forma:
{\displaystyle A={\frac {1}{2}}\left(A+A^{T}\right)+{\frac {1}{2}}\left(A-A^{T}\right)}
donde la parte simétrica es
{\displaystyle {\frac {1}{2}}\left(A+A^{T}\right)}
| Demostración |
| Se utilizan las propiedades de la transposición. {\displaystyle {\begin{array}{rcl}\left({\frac {1}{2}}\left(A+A^{T}\right)\right)^{T}&=&{\frac {1}{2}}\left(A+A^{T}\right)^{T}={\frac {1}{2}}\left(A^{T}+\left(A^{T}\right)^{T}\right)\\&=&{\frac {1}{2}}\left(A^{T}+A\right)={\frac {1}{2}}\left(A+A^{T}\right)\end{array}}} Queda entonces demostrado por definición que {\displaystyle {\frac {1}{2}}\left(A+A^{T}\right)} es simétrica. |